# حركة التتبع السلس
تسمح حركة العين التي تسمى حركة التتبع السلس للعين بتعقب جسم متحرك عن كثب. وهي إحدى طريقتين تتمكن من خلالهما الحيوانات المبصرة من تحريك النظر بشكل إرادي، تسمى الطريقة الأخرى «حركة العين الرَمشية». يختلف التتبع البصري عن المنعكس العيني الدهليزي، الذي يحدث عند تحريك الرأس ويعمل على تثبيت النظر على جسم ثابت. لا يستطيع معظم الناس إجراء التتبع السلس دون وجود إشارة بصرية متحركة. عند تعقب أجسام متحركة بسرعات أعلى من 30 درجة في الثانية تحدث حركات رمشية لاستدراك الجسم. التتبع السلس غير متناظر: يكون معظم البشر والرئيسيات الأخرى أفضل في التتبع الأفقي من التتبع الشاقولي، يحدد ذلك من خلال قدرتهم على التعقب بسلاسة وسهولة دون حدوث حركات الاستدراك. يكون معظم البشر أفضل في التتبع باتجاه الأسفل من التتبع نحو الأعلى. تُعدَل عملية التتبع عبر التغذية الراجعة البصرية المتواصلة.

## القياس
هناك طريقتان أساسيتان لتسجيل حركة التتبع السلسة، وحركات العين بشكل عام. الطريقة الأولى باستخدام «مِلف البحث». هذه التقنية هي الأشيع في الدراسات عند الرئيسيات وهي طريقة دقيقة جدًا. تؤدي حركة العين إلى تغيير اتجاه المِلف فتولد تيارًا كهربائيًا يُترجم بالتعبير عن وضع العين أفقيًا وشاقوليًا. الأسلوب الثاني يستخدم «متعقب العين» وهو جهاز صاخب إلى حد ما، لكنه غير جارح ويستخدم في دراسة الفيزيولوجيا النفسية البشرية واستخدم مؤخرًا في علم النفس التعليمي. يعتمد على إضاءة الحدقتين بالأشعة تحت الحمراء وتعقب وضعية العين بواسطة الكاميرا.
في التجارب الحركية العينية، يجب التأكد من عدم حدوث الحركات الرمشية عند دراسة حركة التتبع السلس إذ يفترض أن يُتابع الهدف المتحرك بسلاسة. تسمى حركات العين الرمشية هنا بحركات الاستدراك أو اللحاق، وهي أكثر ظهورًا عندما يتحرك الهدف بسرعات عالية. يمكن للباحثين تجاهل أجزاء من التسجيلات حدثت فيها الحركة الرمشية بهدف تحليل مكوني الحركة بشكل منفصل. تختلف حركة العين الرمشية عن التتبع السلس بأنها ذات تسارع أولي عالي جدًا وتباطؤ عالي جدًا، وتختلف بقيمة ذروة السرعة.

## الدارات العصبية
دور الدارات العصبية في حركة التتبع السلس هو موضع جدل. الخطوة الأولى في بدء التتبع هي رؤية الهدف المتحرك. تصعد الإشارات من شبكية العين عبر النواة الركبية الوحشية وتُفعّل العصبونات في القشرة البصرية الأولية. ترسل القشرة البصرية الأولية المعلومات حول الهدف المتحرك نحو القشرة البصرية الصدغية المتوسطة، والتي تستجيب بشكل انتقائي جدًا لاتجاهات الحركة. تعتبر معالجة الحركة في هذه المنطقة ضرورية لتحقيق استجابة التتبع السلس. توفر هذه الباحة الحسية إشارة الحركة، والتي قد تُتابع عبر استجابة التتبع السلس أو لا. تستجيب الباحة القشرية الجبهية المعروفة باسم «باحة التتبع الجبهية» لاتجاهات معينة من الحركة، ويمكن تحفيزها كهربائيًا لإحداث حركات التعقب العينية. تشير الأدلة الحديثة إلى أن الأكيمة العلوية تتجاوب أيضًا أثناء حركة التتبع السلس. من المرجح أن هاتين الباحتين تساهمان معًا في تقديم إشارة البدء في حركة التتبع، وفي تحديد الهدف الذي ينبغي تتبعه. تنتقل إشارة البدء من القشرة المخية والأكيمة العلوية إلى عدة نوى جسرية، منها النوى الظهرية الوحشية والنواة الشبكية السقيفية الجسرية. العصبونات الجسرية مضبوطة لتتناغم مع سرعة العين وهي انتقائية في الاتجاهات، ويمكن عبر تحفيزها تغيير سرعة التتبع. تتجه النواة الجسرية إلى المخيخ، وتحديدًا إلى الدودة المخيخية والنديفة. تُرمّز هذه العصبونات سرعة الهدف وتكون مسؤولة عن سرعة التتبع. يشارك المخيخ وبشكل خاص المخيخ الدهليزي في التصحيح الفوري للسرعة خلال التتبع. يتوجه المخيخ بعد ذلك إلى العصبونات المحركة البصرية، والتي تتحكم بعضلات العين وتسبب الحركة.

## مراحل التتبع السلس
تقسم حركة التتبع العينية إلى مرحلتين: التتبع مفتوح العروة والتتبع مغلق العروة. التتبع مفتوح العروة هو الاستجابة الأولى للجهاز البصري تجاه الجسم المتحرك الذي نريد تعقبه وتستمر نموذجيًا نحو 100 ميلي ثانية. لذا تكون الحركة في هذه المرحلة قذفية: لا يُتاح الوقت للإشارات البصرية كي تصحح سرعة أو اتجاه التتبع المتواصل. المرحلة الثانية في التتبع هي مرحلة التتبع مغلق العروة، تستمر حتى توقف حركة التتبع. تتميز هذه المرحلة بالتصحيح الفوري لسرعة التتبع للتعويض عن الزّلَل الشبكي. وبعبارة أخرى، يحاول جهاز التتبع إلغاء السرعة الشبكية للجسم المتحرك. يتحقق ذلك في نهاية المرحلة مفتوحة العروة. في المرحلة مغلقة العروة، تكون السرعة الزاوية للعين والسرعة الزاوية للهدف متساويتان تقريبًا.

## التتبع السلس والانتباه المكاني
تشير خطوط بحثية متعددة إلى اقتران التتبع مغلق العروة والانتباه المكاني. على سبيل المثال، أثناء الطور مغلق العروة، يقترن الانتباه المكاني بالهدف المتعًقب، تُعالج المعلومات الخاصة بالأجسام التي لا تتابع والمتحركة بنفس اتجاه الهدف المتعَقّب من قبل النظام البصري بشكل ضئيل. في الآونة الأخيرة، افترض وجود اقتران ضعيف بين التتبع مفتوح الحلقة والانتباه المكاني، عند وجود هدف متحرك واحد فقط. يمكن أن يعزى هذا الاختلاف بين التتبع والحركة الرمشية إلى الاختلافات في زمن الاستجابة. تفعل حركات التتبع خلال 90-150 ميلي ثانية، في حين تحتاج الحركة الرمشية الإرادية نموذجيًا إلى 200-250 ميلي ثانية.

## التتبع السلس دون وجود هدف مرئي
من الصعب تحقيق التتبع السلس دون وجود التحفيز البصري، وينتج عادةً عن محاولة إجرائه سلسلة من الحركات الرمشية. ولكن التتبع دون وجود هدف مرئي ممكن في حالات معينة، ما يُظهر أهمية الوظائف الدماغية العليا  في الحفاظ على سلامة التتبع السلس.
إذا كنت على دراية باتجاه حركة الهدف، أو عرفت مسار الحركة مسبقًا (إذا كانت الحركة دورية على سبيل المثال) يمكنك أن تبدأ التتبع قبل بدء حركة الهدف، خاصة إذا كنت تعرف بالضبط متى ستبدأ الحركة. من الممكن أيضًا الحفاظ على التتبع عند اختفاء الهدف مؤقتًا، خاصةً إذا أعيقت رؤيته بواسطة جسم أكبر. 
في الظروف التي لا يتوفر فيها تحفيز بصري (في الظلام الدامس) بإمكاننا تنفيذ حركات التبع السلس العينية بمساعدة الإشارات الحركية من الحس العميق (كتحريك الإصبع مثلًا).

### تعقب محفز موجود في مجال الرؤية المحيطية
عندما يظهر ضوء ساطع في المحيط، يحرض استجابة تتبع سلس حتى سرعة زاوية تبلغ 30 درجة في ثانية. يحدث أولاً تثبيت النظر على الضوء المحيطي، فإذا كانت سرعته لا تتجاوز 30 درجة في ثانية، تتبع العينان الهدف بسرعة توازي سرعة حركته. في السرعات الأكبر، لا تتحرك العين بسلاسة ويتطلب التتبع حركات تصحيح. على عكس الحركة الرمشية، تستخدم هذه العملية المعلومات من نظام تغذية راجعة يعتمد بقوة على إدراك الأخطاء.

## التمييز بين التتبع السلس والرأرأة العينية الحركية واستجابة الملاحقة العينية
على الرغم من قدرتنا على التفريق بوضوح بين التتبع السلس والمنعكس العيني الدهليزي، إلا أنه لا يمكننا دائمًا الفصل بين التتبع السلس وحركات التتبع العينية الأخرى كالمرحلة البطيئة من الرأرأة العينية الحركية واستجابة الملاحقة العينية، التي اكتشفها مايلز وكاوانو وأوبتيكان عام 1986. وهي استجابة تتبّع عينية عابرة تتعقب الحركة التي تعبر المجال البصري بالكامل. تعد هاتان الحركتان من الحركات البطيئة للعين تستجيب بهما للأهداف البعيدة بهدف تثبيت الصورة. لذا تشابهان حركة التتبع السلس في بعض مراحل المعالجة. لا يمكن تمييز تلك الأنواع من الحركات العينية ببساطة من خلال تحفيزها عبر جسم متحرك، إذ يمكن أن تنشأ حركة التتبع السلس لتعقب الأهداف البعيدة أيضًا. يكمن الاختلاف الرئيسي ربما في الطبيعة الإرادية لحركة التتبع السلس.